# Modisimus
Modisimus är ett släkte av spindlar. Modisimus ingår i familjen dallerspindlar.

## Dottertaxa tillModisimus, i alfabetisk ordning[1]
- Modisimus beneficus
- Modisimus boneti
- Modisimus bribri
- Modisimus cahuita
- Modisimus caldera
- Modisimus cavaticus
- Modisimus chiapa
- Modisimus chickeringi
- Modisimus coco
- Modisimus coeruleolineatus
- Modisimus concolor
- Modisimus cornutus
- Modisimus culicinus
- Modisimus david
- Modisimus dilutus
- Modisimus dominical
- Modisimus elevatus
- Modisimus elongatus
- Modisimus femoratus
- Modisimus fuscus
- Modisimus glaucus
- Modisimus globosus
- Modisimus gracilipes
- Modisimus guatuso
- Modisimus guerrerensis
- Modisimus inornatus
- Modisimus iviei
- Modisimus ixobel
- Modisimus maculatipes
- Modisimus madreselva
- Modisimus mckenziei
- Modisimus mitchelli
- Modisimus modicus
- Modisimus montanus
- Modisimus nicaraguensis
- Modisimus ovatus
- Modisimus palenque
- Modisimus pana
- Modisimus pavidus
- Modisimus pittier
- Modisimus propinquus
- Modisimus pulchellus
- Modisimus pusillus
- Modisimus rainesi
- Modisimus reddelli
- Modisimus sanvito
- Modisimus sarapiqui
- Modisimus selvanegra
- Modisimus sexoculatus
- Modisimus signatus
- Modisimus simoni
- Modisimus solus
- Modisimus texanus
- Modisimus tortuguero
- Modisimus tzotzile
- Modisimus vittatus